# Villa Quintana
Villa Quintana es una serie de televisión filipina que se estrenó el 4 de noviembre de 2013 por GMA Network. Está protagonizada por Janine Gutierrez y Elmo Magalona con Sunshine Dizon, Paolo Contis y Raymart Santiago.

## Elenco

### Elenco principal
- Elmo Magalona como Isagani Digos Quintana / Samonte.
- Janine Gutierrez como Lynette "Lyn" Mendiola Quintana/Maricel Mangaron/Regine "Reggie/Rej" Cuevas.

### Elenco secundario
- Al Tantay como Don Manolo Quintana
- Raymart Santiago como Felix Samonte
- Sunshine Dizon como Lumeng Digos-Samonte/Lumeng Digos-Quintana/Barbara Estrella Digos-Quintana.
- Paolo Contis como Robert Quintana.
- Maricar de Mesa como Stella Mendiola-Quintana.[1]
- Tanya Garcia como Amparing Mangaron.
- Kyla Alvarez como Rochelle "Ruby" Malvar del Estrella-Quintana.[2]
- Marky Lopez como Chito Quintana.
- Juancho Trivino como Jason "Jace" Malvar del Estrella Quintana.
- Rita De Guzmán como Patrice "Pat" Mendiola Quintana.[3]

### Elenco recorrente
- Francine "Kim Chiu" Garcia como Karding/Sashemi.[4]
- Mikoy Morales como Boknoy.[5]
- Abel Estanislao como Miggy.[6]
- Dexter Doria como Pilar Digos.
- Racquel Villavicencio como Amelia Samonte.
- Annicka Dolonius como Joanne.
- Nicole Dulalia como Snooky Mangaron.
- Rhen Escaño como Eve.
- Lucho Ayala como Noah Angeles.
- Rez Cortez como Alfonso Mendiola.
- Anna Marin como Felicia Mendiola.
- Bettina Carlos como Janice Malvar del Estrella-Samonte.
- Alicia Alonzo como Rhoda Malvar del Estrella.
- Jhoana Marie Tan como Marie Olivarez.

### Participaciones especiales
- Mona Louise Rey como Lynette Mendiola Quintana /Maricel Mangaron/Regine "Reggie/Rej" Cuevas Digos- Quintana (joven).
- Ashley de Leon como Isagani Digos Isagani Digos Quintana (joven).
- Carl Acosta como Jason Quintana (joven).
- Francheska Salcedo como Patrice Mendiola Quintan (joven).